# Gina Borellini
Gina Borellini (San Possidonio, 24 ottobre 1919 – Modena, 2 febbraio 2007) è stata una partigiana e politica italiana, medaglia d'oro al valor militare.

## Biografia
Nacque a San Possidonio, in provincia di Modena, nel 1919 da una famiglia di agricoltori. Nel 1935 si sposò a soli 16 anni con Antichiano Martini, falegname ventiseienne. Il 28 giugno 1938 morì all'età di appena due anni il primo figlio, mentre nel 1939 nacque il secondogenito Euro. Quando il marito bersagliere fu costretto a partire per il fronte libico, Gina Borellini dovette sostenere tutta la famiglia lavorando nella monda del riso in Piemonte. Nel 1943 fu tra le organizzatrici di un grande sciopero delle mondine nella provincia di Novara.
Dopo l'8 settembre 1943, partecipò attivamente, insieme con il marito (ritornato convalescente dal fronte), alla Resistenza come staffetta partigiana e soccorrendo militari sbandati. Il 22 febbraio 1944, insieme con il marito, venne catturata, arrestata e torturata dai fascisti. Dopo la fucilazione del marito, avvenuta il 19 marzo 1945 in Piazza d'Armi a Modena, Gina Borellini entrò nella Brigata "Remo" con il nome di battaglia "Kira" e organizzò i Gruppi di difesa della donna a Concordia sulla Secchia, con la funzione di ispettrice e il grado di capitano.
Il 12 aprile 1945, a seguito di uno scontro a fuoco con i fascisti della Brigata Nera "Pappalardo" a San Possidonio, venne gravemente ferita, ma per non intralciare la lotta dei suoi compagni, rifiutò i soccorsi e riuscì da sola a bloccare la grave emorragia e a raggiungere l'ospedale di Carpi, dove fu costretta a subire l'amputazione della gamba sinistra. Durante il ricovero in ospedale, fu scoperta dalla polizia fascista, che la sottopose ad estenuanti interrogatori. Gina Borellini sarebbe stata fucilata se non fosse sopravvenuta l'insurrezione.
Il 17 marzo 1946 venne eletta al consiglio comunale di Concordia sulla Secchia nelle file del Partito Comunista Italiano. Nel 1947 fu tra le 19 donne a cui venne conferita la Medaglia d'oro al valor militare per la sua attività durante la lotta di Liberazione. Nel 1948 divenne la prima deputata modenese eletta in Parlamento, dove rimase fino al 1963. Durante la I, II e III legislatura, fece parte della Commissione Difesa della Camera, battendosi per il miglioramento delle condizioni dei combattenti in guerra e per l'emancipazione delle donne.
Nel 1950, a seguito dell'eccidio delle Fonderie Riunite di Modena, l'on. Borellini espresse la sua indignazione alla Camera dei Deputati con un gesto plateale: con molta difficoltà si alzò dal suo scranno e scese ai banchi del Governo, dove lanciò le foto degli operai morti in faccia al Presidente del Consiglio Alcide De Gasperi. Gina Borellini fece anche da tramite tra una delle famiglie vittime con Palmiro Togliatti e Nilde Iotti, che adottarono la piccola Marisa Malagoli. In seguito, venne eletta consigliere della Provincia di Modena (1951-1956) e del Comune di Sassuolo (1956-1960).
Nel 1945 fu tra le fondatrici dell'Unione donne italiane, di cui fu presidente provinciale nel 1953 e membro del Consiglio nazionale dal 1948 al 1975. Fu inoltre presidente della sezione di Modena dell'Associazione nazionale mutilati e invalidi di guerra dal 1952 al 1990. Nel 1981 venne nominata Presidente onoraria dell'Associazione Nazionale Partigiani d'Italia. Il 2 giugno 1993 ricevette il titolo di Commendatore dell'Ordine al merito della Repubblica Italiana. Il Fondo Gina Borellini è conservato presso il Centro documentazione donna di Modena. Nell'aprile 2017 è stata inaugurata una stele in sua memoria presso il parco della Resistenza di Modena.

## Filmografia
- Vorrei dire ai Giovani... Gina Borellini un'Eredità di Tutti., regia di Francesco Zarzana, testi di F. Zarzana e Caterina Liotti, Italia, 2018